# Астряб Матвій Григорович

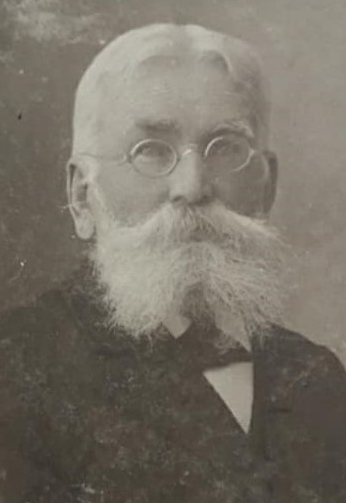

Астряб Матвій Григорович (нар. 1 серпня 1843, с. Висова, Горлицький повіт, тепер Польща — пом. 18 січня 1925, Лубни, тепер Полтавська область) — український педагог, історик, краєзнавець і громадський діяч. Дійсний член Полтавської вченої архівної комісії.

## Життєпис
Родом з Лемківщини, народився в с. Висова Горлицького повіту. 
У 1862 р. закінчив училище в Горлицях, навчався у Перемишльській гімназії, потім у Першій Київській гімназії.
У 1873 закінчив історико-філологічний факультет Київського університету. Викладав у гімназіях Києва, Глухова, на Кубані.
З 1880 працював викладачем у Єкатеринограді (Краснодарі). 
Від 1893 — на Полтавщині, переїхав на батьківщину дружини у Лубни. 
У 1904-1910 роках був вихователем у Полтавському пансіоні для хлопчиків із бідних дворянських родин, проживав там, у 1907-1910 роках одночасно викладав латинську мову для учнів 2-ї Полтавської чоловічої гімназії. Улітку  1910 року повернувся в Лубни.
Від 1920 — завідувач Лубенського архіву. 1923 — один з організаторів з’їзду краєзнавців Лубенщини. 
Батько Олександра Астряба (1879—1962), математика, професора, заслуженого діяча наук УРСР.

## Діяльність
Був високоосвіченою людиною, ентузіастом дослідження історії рідного краю. Ряд історичних праць опублікував у «Трудах Полтавської вченої комісії». Його праці друкувалися в «Киевской старине», «Матеріалах до української етнології», «Экономической жизни Подолии», львівській «Галичині». 
1905—1917 опублікував у «Трудах Полтавской ученой архивной комиссии» 10 праць з історії Полтавщини XVIII—XIX століть. Серед них:
- «Земли церквей Лубенского Духовного правления»[1];
- «Войсковая и городская старшина в малороссийских полках в 1725 г.»[2];
- «Население Малороссии по ревизиям 1729 и 1764 гг.»[3];
- «Старая Полтавщина и столетняя тяжба Марковичей со Свечками и Пасютами (1720—1827 гг.)»[4];
- «Столетие Лубенского высшего начального училища (1814—1914 гг.)»;
- «Процессы Андрея Марковича»[5].

Ще студентом читав для своїх товаришів лекції про звичаї, історію, мову лемків. Велику за обсягом статтю про лемків та їх культурні здобутки опублікував у львівському журналі «Учитель».